# Saint-Pierrevillers
Saint-Pierrevillers – miejscowość i gmina we Francji, w regionie Grand Est, w departamencie Moza.
Według danych na rok 1990 gminę zamieszkiwało 117 osób, a gęstość zaludnienia wynosiła 11 osób/km² (wśród 2335 gmin Lotaryngii Saint-Pierrevillers plasuje się na 928. miejscu pod względem liczby ludności, natomiast pod względem powierzchni na miejscu 561.).